# 牧神の午後 (漫画)
『牧神の午後』（ぼくしんのごご）は、山岸凉子による日本の漫画作品。
集英社の『月刊ぶ〜け』1989年11月号及び12月号に掲載され、1991年に朝日ソノラマで刊行（下記は増補再刊）

## 概要
天才と称されたバレエダンサーヴァーツラフ・ニジンスキーの半生が、ミハイル・フォーキンの視点で描かれる。
タイトルの『牧神の午後』は、ニジンスキーが振り付けをしたバレエの演目の一つ『牧神の午後』のことである。

## 書誌情報
- 山岸凉子 『牧神の午後』（新版・メディアファクトリー〈MFコミックス〉、2008年3月発行、ISBN 978-4-8401-2216-0）
  - 他の収録作品
    - 「黒鳥」 - バレエダンサーマリア・トールチーフの半生を描いた漫画。
    - 「瀕死の発表会」 - 『ダ・ヴィンチ』2004年9月号掲載、作者のバレエ発表会のエッセイ漫画、単行本初収録。
    - 「Ballet Studio 拝見」 - 『ダ・ヴィンチ』2007年11月号掲載、首藤康之のバレエスタジオの取材エッセイ漫画、単行本初収録。
    - 「山岸凉子と行く『ローザンヌ国際バレエコンクール2007』珍道中記」 - 書き下ろし、2007年のローザンヌ国際バレエコンクールの様子などが文章で綴られる。